# Béatrice Picon-Vallin
 (octobre 2012).
Si vous disposez d'ouvrages ou d'articles de référence ou si vous connaissez des sites web de qualité traitant du thème abordé ici, merci de compléter l'article en donnant les références utiles à sa vérifiabilité et en les liant à la section « Notes et références ».
Béatrice Picon-Vallin, ex-directrice du Laboratoire de recherche sur les arts du spectacle (LARAS) au Centre national de la recherche scientifique (CNRS) et professeur d'histoire du théâtre au Conservatoire national supérieur d'art dramatique de Paris (CNSAD), elle a dirigé aux éditions du CNRS et à L'Âge d'homme des collections consacrées aux arts du spectacle. Elle dirige la collection Mettre en scène à Actes Sud-Papiers.
Elle est directrice de recherches émérite au CNRS, THALIM.
Elle est spécialiste de Vsevolod Meyerhold dont elle a traduit les œuvres complètes, elle travaille sur la mise en scène et le jeu de l'acteur en Europe (tout spécialement en Russie), comme sur les problèmes de formation des acteurs et des metteurs en scène, la dramaturgie musicale, les rapports entre la scène et les « nouvelles » ou moins nouvelles (théâtre et cinéma)  technologies.

## Ouvrages
- Le Théâtre juif soviétique pendant les années vingt, Lausanne, La Cité, L’Âge d’Homme, Collection Th 20, 1973, 204 pages, 46 ill.
- V. Meyerhold, Écrits sur le théâtre, traduction, préface et notes, Lausanne, L’Âge d’Homme, Collection th XX, 4 volumes, 1973-1982
- V. Meyerhold, Écrits sur le théâtre, traduction, préface et notes, Lausanne, L’Âge d’Homme, Collection TH 20, 2 volumes, 2001-2009 ; édition revue et augmentée  (ISBN 2-8251-1571-1 et 978-2-8251-3780-2)
- Meyerhold, Les Voies de la création théâtrale, vol. 17, CNRS Editions, 1990-1999-2004  (ISBN 2-271-06256-X)
- Lioubimov. La Taganka (dir.), Les Voies de la création théâtrale, vol. 20, CNRS Editions, 1997-2000  (ISBN 2-271-05496-6)
- La Scène et les images (dir.), coll. Arts du spectacle, CNRS Editions, 2001-2002-2004  (ISBN 2-271-05894-5)
- Le Film de théâtre (dir.), coll. Arts du spectacle, CNRS Editions, 2001  (ISBN 2-271-05455-9)
- Les écrans sur la scène: tentations et résistances de la scène face aux images: études et témoignages, Age d'homme, coll. « Théâtre XXe siècle », 1998 (ISBN 978-2-8251-1120-8)
- Butö(s) (dir. avec Odette Aslan), coll. Arts du spectacle, CNRS Editions, 2002  (ISBN 2-271-06003-6)
- Vsevolod Meyerhold, coll "Mettre en scène", Actes Sud-Papiers/CNSAD, 2005  (ISBN 2-7427-5559-4)
- Mejerchold, trad. Centro Internationale Studi di Biomeccanica Teatrale, pref. F. Malcovati, Perugia, MTTMedizioni, 2006,  (ISBN 88-901045 9 7)
- Mehmet Ulusoy Un théâtre interculturel (dir. avec R. Soudée), L'Age d'homme, 2010  (ISBN 978-2-8251-3955-4)
- A cena em ensaios, trad. F. Saadi et al., Sao-Paulo, Perspectiva, 2013  (ISBN 978-85-273-0841-0)
- Meierhold, trad. F. Saadi, J. Guinsbourg et al., Sao Paulo, Perspectiva, 2013  (ISBN 978-85-273-0955-4)
- A arte do teatro. entre tradiçao e vanguarda. Meyerhold e a cena contemporânea, org. F. Saadi, première édition Folhetim Ensaios Sao Paulo, 2010 ; deuxième édition 7Letras, Rio de Janeiro, 2013  (ISBN 978-85-421-0062-4)
- Le Théâtre du Soleil. Les cinquante premières années, Actes Sud, 2014-2015  (ISBN 978-2-330-03720-8)
- O Théâtre du Soleil, Os primeros cinquenta anos, traduit en portugais (Brésil), trad. par J. Guinsburg, Sao Paulo, SESC/Perspectiva, 2017  (ISBN 9788527311083 et 9788594930514).
- Les Théâtres documentaires, sous la direction d'Erica Magris et de Béatrice Picon-Vallin, Montpellier, Editions Deuxième époque, 2019  (ISBN 978-2377690602)
- Le Théâtre du Soleil. The FIrst Fifty-five Years, trad. J. Miller, London /New York, Routledge, 2021  (ISBN 978-0-367-14155-4) broché, 454 p.;  (ISBN 978-0-367-14154-7) couverture carton;  (ISBN 978-0-429-03061-1) ebook.
- Terres Communes, Vies et morts dans la rue. Du Web-doc au théâtre. Une traversée documentaire, de Alix Denambride et Emmanuel Vigier, avec Béatrice Picon-Vallin, Montpellier, Editions Deuxième époque, 2022  (ISBN 978-2-37769-080-0)
- "Vers un théâtre musical. Les propositions de Vsevolod Meyerhold", in Musique et dramaturgie. Esthétique de la représentation au XXe siècle, (dir. L. Fenneyrou), Paris, Publications de la Sorbonne, 2003, pp. 41-87  (ISBN 2 85944 472 6)
- "Vsevolod Meyerhold and Les Kurbas", in Modernism in Kyivj. Jubilant experimentation, ed. I. Makaryk and V. Tkacz, University of Toronto Press, Toronto, Buffalo, London, 2010, pp. 518-537  (ISBN 978 1 4426 4098 6)
- "Le siècle du metteur en scène", in Le Théâtre français au XXe siècle . Histoire, textes choisis, mises en scène, dir. Robert Abirached , Editions L'avant -scène théâtre, 2011, pp. 534-612  (ISBN 978 2 7498 1187 1)
- Teatrele documentare (coord. de E. Magris / B. Picon-Vallin, trad. M. Patureau, Cluj-Napoca, Presa Universitara Clujeana/  Bucuresti, Unatc Press, 2023  (ISBN 978-606-37-1933-2 et 978-606-082-027-7), 421 p.
- Le Théâtre du Soleil. les soixante premières années , Paris, Actes Sud, 2025, 440 pp.,  (ISBN 978-2-330-20114-2)

## Distinctions
- Prix du Syndicat de la critique 1991 : Prix du meilleur livre sur le théâtre pour Meyerhold, Les Voies de la création théâtrale, CNRS Editions
- Prix du Syndicat de la critique 2015 : Prix du meilleur livre sur le théâtre pour Le Théâtre du soleil. Les cinquante premières années, Actes Sud